# 戈芒错
戈芒错（藏語：སྒོ་མང་མཚོ，威利转写：sgo mang mtsho，THL：Gomang Tso）位于中国西藏自治区那曲市尼玛县境内，地处尼玛县南部。湖面海拔4602米，面积52平方公里。第四纪时期与东边张乃错为同一湖泊，后水位下降，湖泊分离，分离后由于张乃错补给较丰，湖面退缩较慢；戈芒错补给少，水位下降较快，从而导致张乃错湖面海拔高出戈芒错12米。张乃错湖水经一条小河流入戈芒错。湖区年均气温0℃，年均降水量约200毫米。